# Globel
Globel je naselje v Občini Sodražica.